# Maniema
Maniema is sinds 1988 een provincie in het oosten van Congo-Kinshasa en onderdeel van de historisch-geografische regio Kivu. De hoofdstad is Kindu en de provincie had in december 2005 een geschat aantal van 1.908.770 inwoners.

## Geografie
De provincie grenst aan de Congolese provincies Tshopo in het noorden, Noord-Kivu in het noordoosten, Zuid-Kivu in het oosten, Tanganyika en Lomami in het zuiden en Sankuru in het westen.
Maniema is onderverdeeld in de hoofdstad en zeven territoria: Kabambare, Kaïlo, Kasongo, Kibombo, Lubutu, Pangi en Punia.

## Geschiedenis
De oude provincie Kivu was opgedeeld in drie districten: Noord-Kivu, Zuid-Kivu en Maniema, welke in 1988 drie nieuwe provincies zijn geworden. Deze provincies vallen buiten de bestuurlijke herindeling die in de constitutie van 2005 is voorzien.